# Улица Ленина (Рязань)

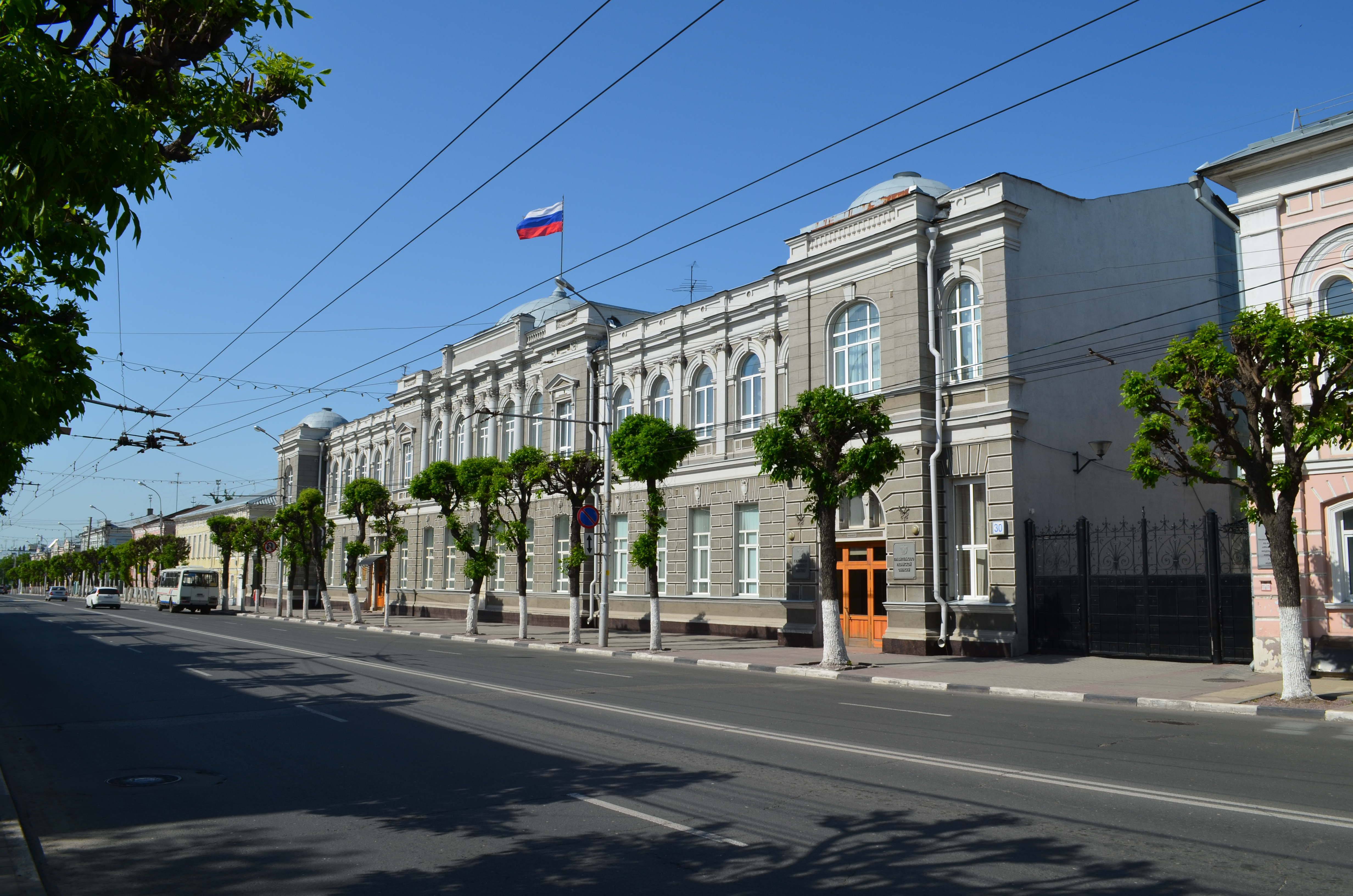
Дом № 30. Здание Правительства Рязанской области.

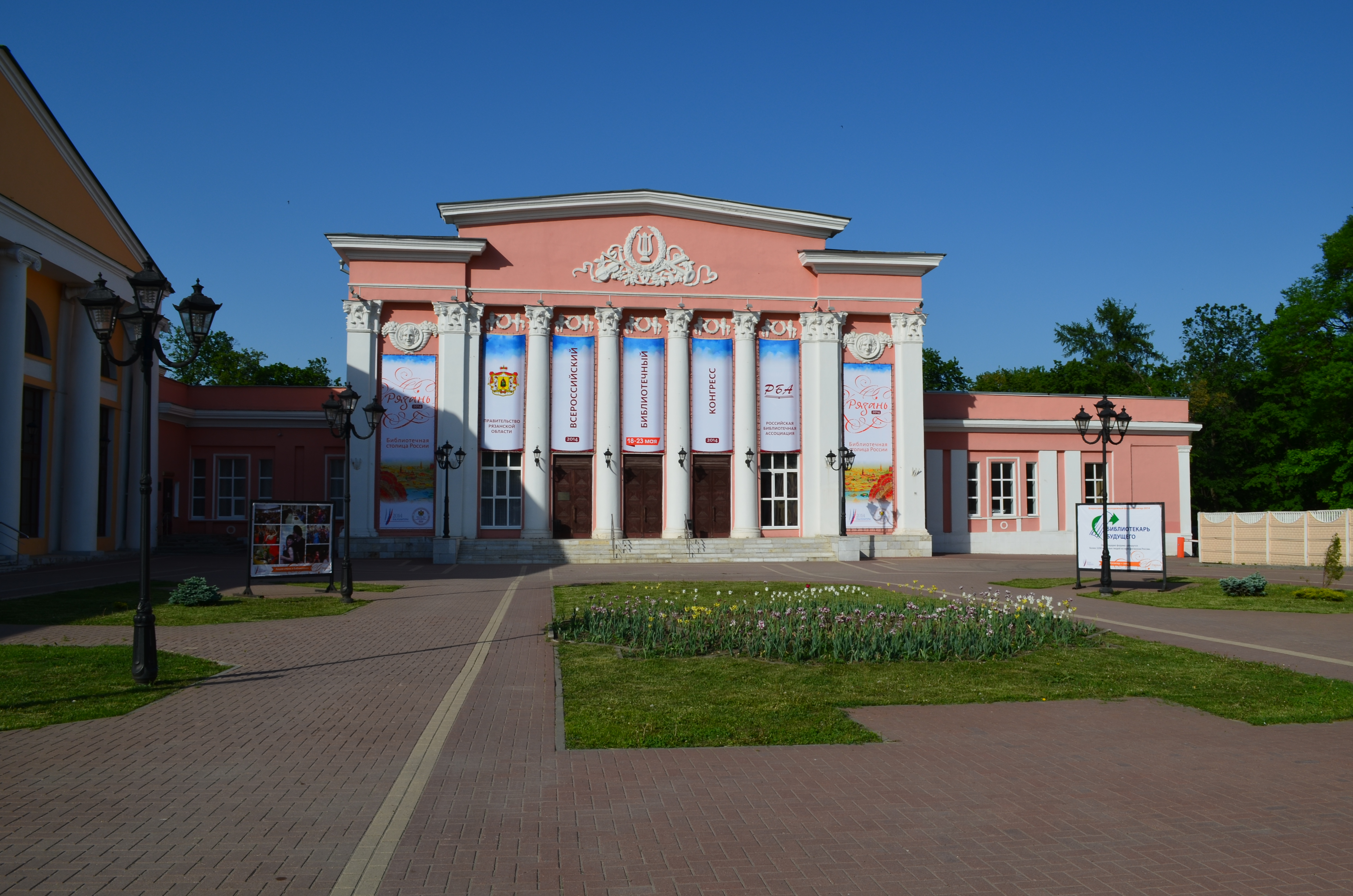
Дом № 24. Государственный концертный зал им. С.Есенина.

У́лица Ле́нина — одна из улиц в центре города Рязани, одна из важнейших городских магистралей. Проходит от Театральной площади до улицы Соборной.

## История
Улица появилась в результате генеральной перестройки Рязани в конце XVIII века. На генеральном плане обозначена центральной среди кварталов города. До постройки железной дороги в 1860-х годах была частью торгового пути между Москвой и Астраханью..
Название «Астраханская» сохранялось за улицей до 1919 года, когда она была переименована в Советскую улицу. В 1924 переименована в улицу Ленина. В 1992 году улица на краткий период обрела своё историческое название, однако затем городские власти снова переименовали улицу в честь Владимира Ленина.

## Здания

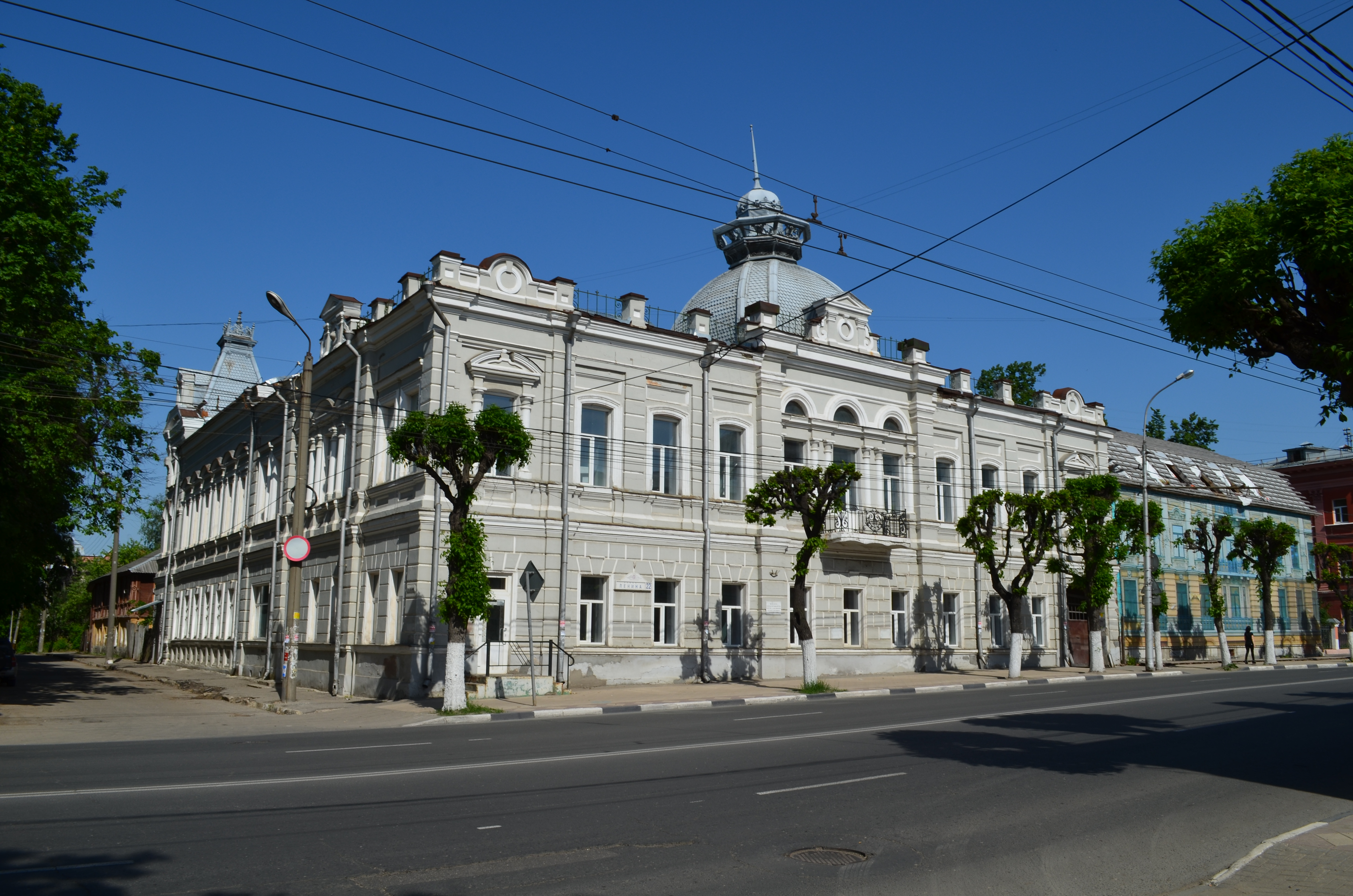
Дом № 22. Бывший Дворянский земельный и Крестьянский поземельный банки, ныне микробиологический корпус РГМУ.

Нумерация домов начинается от пересечения с улицей Есенина.

### От улицы Есенина до улицы Свободы
Нечётная сторона:
- Дом № 1. Университет культуры и искусства. Располагается в здании постройки середины XX века. Ранее на этом месте находился Астраханский пожарный двор с каланчой и казармами.
- Дом № 21 (перекрёсток с улицей Введенской) — современное здание, в котором расположен развлекательный комплекс «Атрон», ранее — «Дом Быта». Ранее на этом месте располагался дом купца Ларионова
- Дом № 27. Оригинальное здание в стиле модерн, построенное в 1900 году. После реконструкции облик здания приближен к первоначальному. Принадлежал присяжному поверенному Чистову[3].
- Дом № 29. Двухэтажное здание первой половины XIX века в стиле классицизма. Здесь в 1865 году родился русский учёный-фармаколог Николай Павлович Кравков, затем здесь находилось четырехклассное городское училище. В настоящее время в здании располагается специальная школа № 10 для детей с проблемами речи. Торцевой стороной здание выходит на Бульварный переулок, отделяющий его от Верхнего городского сада.
- Дом № 31. Здание XIX в стиле классицизма. В настоящее время здесь находится Центр сохранения объектов культурного наследия.

Чётная сторона:

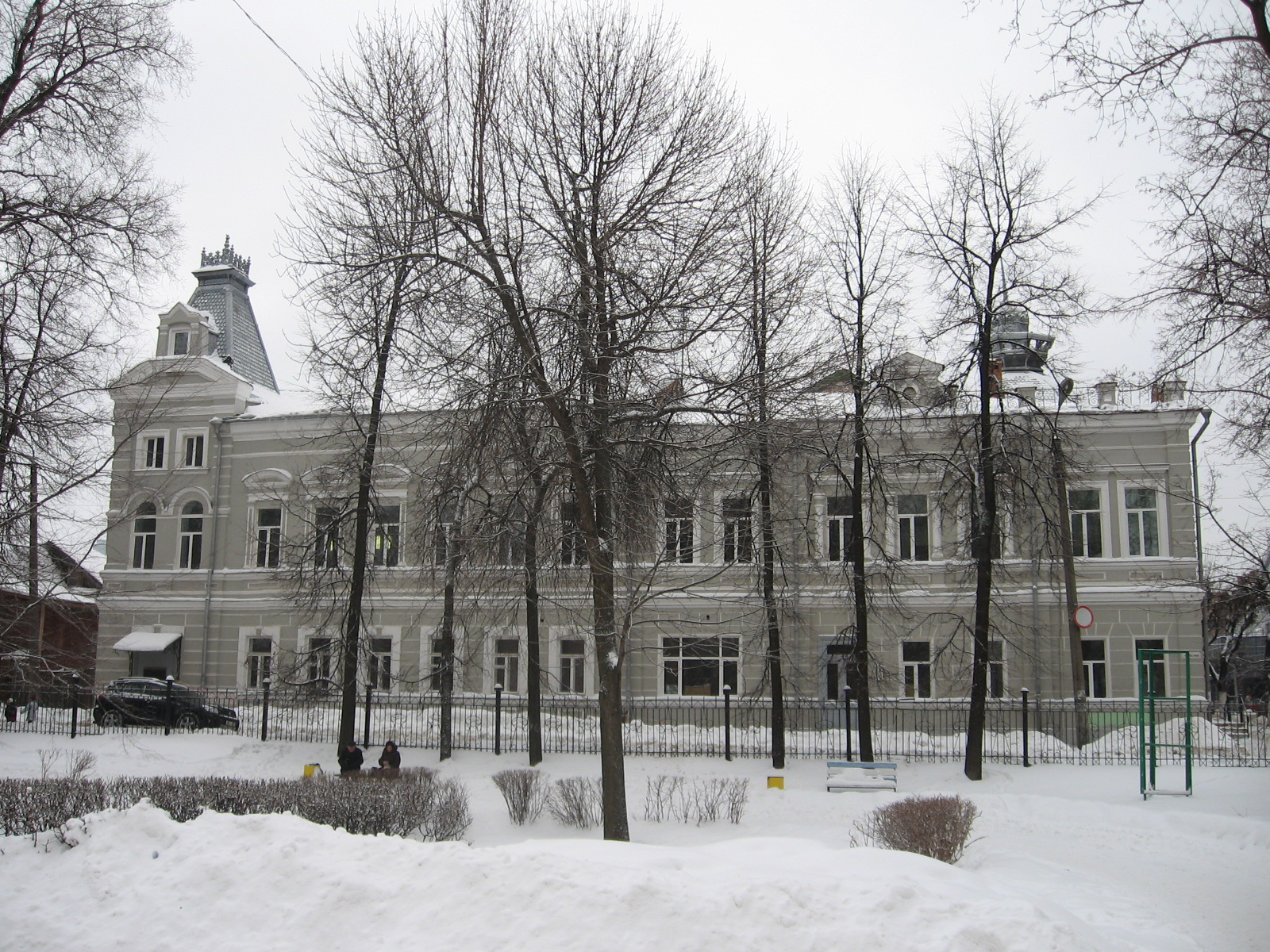
Дом № 22. Вид со стороны Газетного переулка

- Дом № 2. Современное здание, где в советские времена располагался ювелирный магазин «Изумруд». Ранее на этом месте находился дом купца Силантьева, владельца паровой мельницы в Ямской слободе.
- Дом № 4. Ранее здесь находился околоточный полицейский пункт.
- Дом № 20. Построен в 1960-е годы. Функционировал как дом политического просвещения. В настоящее время филилогический институт Рязанского государственного университета. До этого на этом месте находились два одноэтажных деревянных дома, принадлежавших депутату Государственной Думы Николаю Игнатьевичу Родзевичу[3].
- Дом № 22 (перекрёсток с Газетным переулком). Построен в первой половине XIX века, капитально перестроен в конце XIX века. В 1910—1916 годах здание было реконструировано по проекту архитектора М. А. Бергера. Здесь находились Дворянский земельный банк и Крестьянский поземельный банк. В настоящее время один из корпусов Рязанского медицинского университета. По другую сторону от Газетного переулка находится Нижний городской сад, примыкающий в комплексу зданий Гостинного двора.
- Дома № 24 и 26 — бывшие здания Гостинного двора, построенного в начале XIX века в стиле классицизма. Строения после этого неоднократно перестраивались. Пространство между домами использовалось сперва для торговли, затем как плац Нежинского полка. В 1930-е годы здесь был построен летний театр, а в 1956 году Государственный концертный зал им. С. Есенина.
- На площади перед филармонией установлен памятник И. П. Павлову (работа скульптора М. Г. Манизера, 1949 год).

### От улицы Свободы до реки Лыбедь
Нечётная сторона:

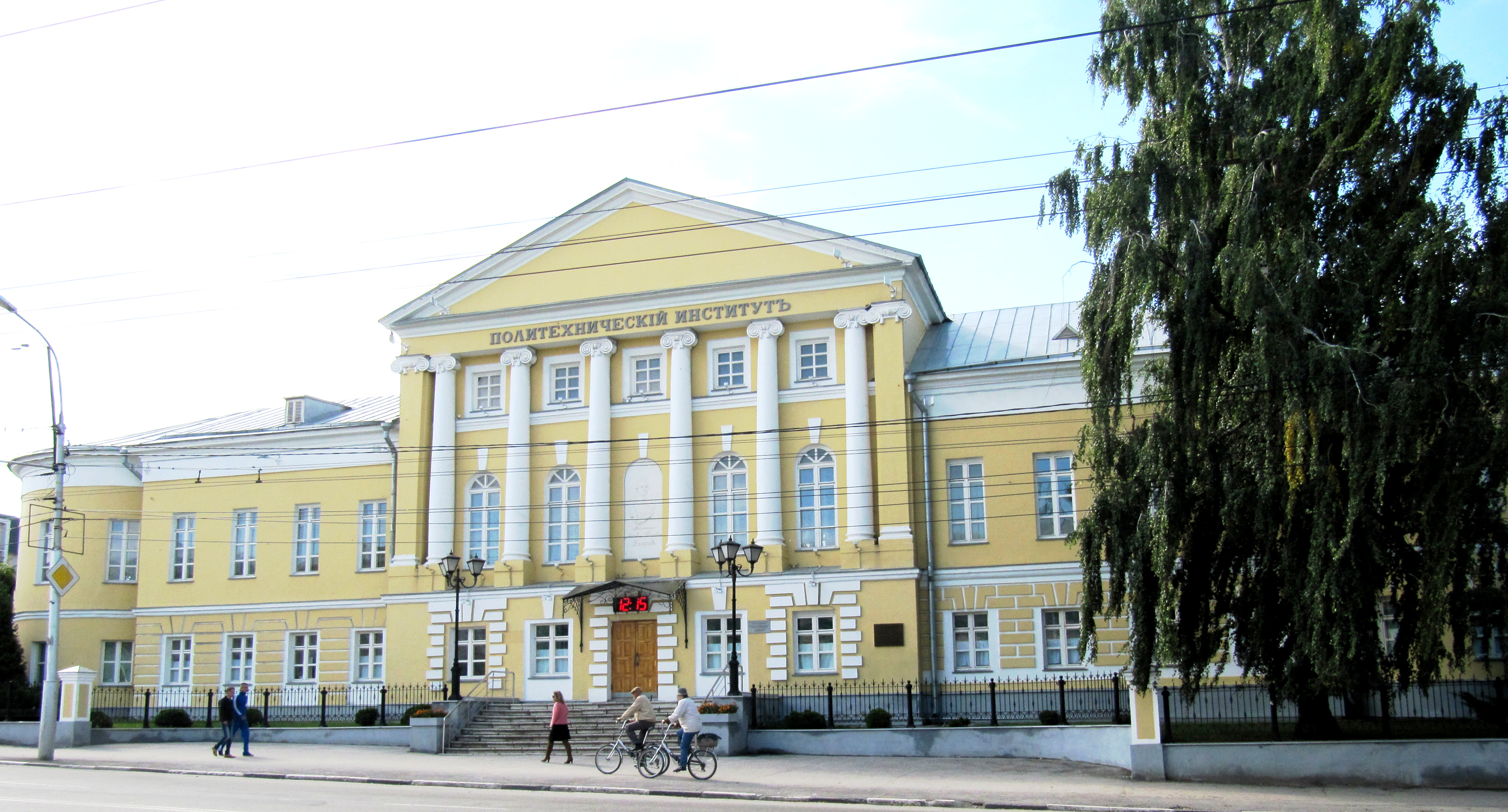
Здание № 53. Бывшая мужская гимназия, ныне - Политехнический институт.

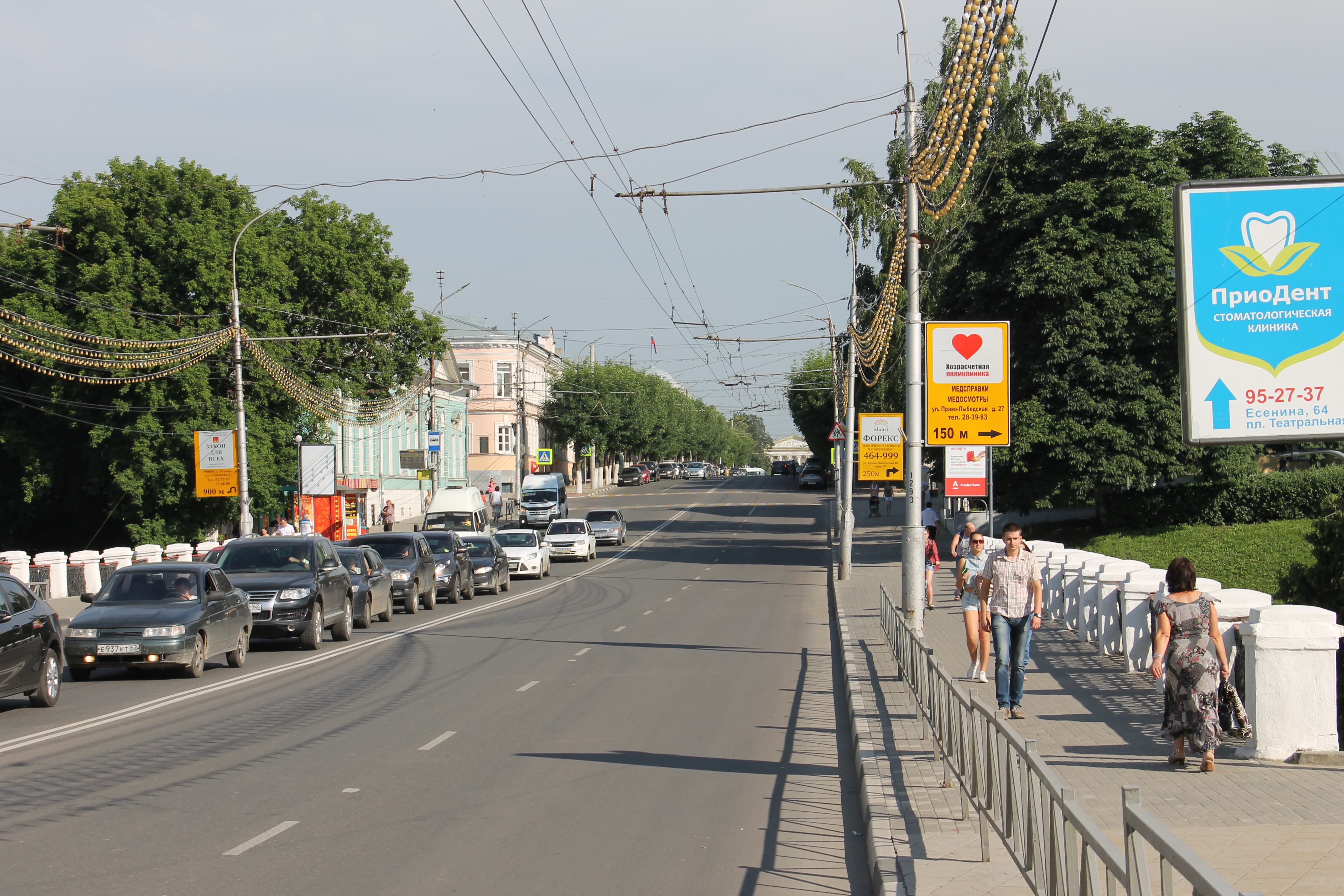
Перспектива улицы Ленина от моста через реку Лыбедь. Слева здание № 42 — дом Салтыкова-Щедрина

- Дом № 35 (перекрёсток с улицей Свободы) — изначально двухэтажное здание, где располагался губернский суд. В 1930-е годы после реконструкции дом стал трёхэтажным, была добавлена угловая ротонда. Здание принадлежит Администрации Рязани.
- Дом № 37 — построенное в 1900—1909 гг. выстроено новое здание губернского суда. Уже изначально здание имело сухие подвалы для хранения архивных дел. С 1950-х годов в этом здесь размещался сельскохозяйственный институт, в настоящее время — Рязанский областной суд.
- Дом № 41 — кинотеатр «Родина», построенный после Великой Отечественной войны пленными солдатами вермахта.
- Дом № 53 (перекрёсток с Право-Лыбедской улицей) — построен в 1808—1813 гг. в стиле классицизма по проекту Никифора Милюнова, ошибочно приписывается Матвею Казакову (на фасаде здания сейчас имеется барельеф с портретом архитектора). Здесь находилась первая мужская гимназия, в которой учились поэт Яков Полонский, художник Пётр Боклевский, историк Пётр Бартенев, историк Дмитрий Иловайский, историк Александр Попов, экономист Иван Янжул, врач-невропатолог Алексей Кожевников, дерматолог Алексей Поспелов, палеонтолог Андрей Мартынов. В советское время здесь располагался один из корпусов сельскохозяйственного института. В настоящее время сейчас здании находится Политехнический институт.[2].

Чётная сторона:
- Дом № 28 (перекрёсток с улицей Свободы) — здание начала XIX в. Было построено в 1808 г. и принадлежало семье купцов Касцовых, сдававшей площади различным общественным и коммерческим организациям. С 1937 по 1962 г. здание использовалось для рязанского Театра юного зрителя. Сейчас здесь находится городская музыкальная школа № 1.
- Дом № 30 — первоначально общественный банк Сергея Афанасьевича Живаго (надпись об этом до сих пор сохраняется на фронтоне здания) построено в 1914—1917 гг. по проекту архитектора Ю. Л. Дюпона[4]. После революции здесь находился Рязанский облисполком. Сейчас здание, как и весь квартал за ним принадлежит Правительству Рязанской области.
- Дом № 32 и дом № 34 — здания XVIII в., перестроенные в XIX в. В 1907 г. здесь была открыта частная женская гимназия А. К. Беккер. С 1933 г. в зданиях располагается Рязанское художественное училище. На доме № 32 есть мемориальные доски в честь Георгия Карловича Вагнера (имя которого и носит с 1998 г. училище) и Евгения Николаевича Каширина.
- Дом № 36 — двухэтажное здание. Здесь находится женская консультация № 1.
- Дом № 38 — построен в конце XIX в. В начале XX в. здесь была частная мужская гимназия, принадлежавшая сперва Радушкевича, а в 1908 г. приобретённая учителем истории и географии Н. Н. Зелятровым. Здесь учились певцы братья Александр и Алексей Пироговы. В настоящее время один из корпусов средней школы № 7[2].
- Дом № 40 — построен по проекту архитектора А. А. Никифорова в 1880-х годах для прогимназии, реорганизованной в 1904 г. во вторую мужскую гимназию. Здесь учились актёр Эраст Гарин, оперный певец Сегей Ценин, драматург Александр Афиногенов. В настоящее время один из корпусов средней школы № 7[2].
- Дом № 42 (№ 24 по Николодворянской улице) — здание в стиле классицизма начала XIX в. Построено в 1804 г. В 1810 г. дом принадлежал губернскому прокурору Н. Л. Друкорту. Здесь во время своего вице-губернаторства в 1858—1860 гг. проживал Михаил Евграфович Салтыков-Щедрин. В конце XIX в. дом был приобретён семьёй купцов Морозовых. В настоящее время это один из корпусов областной библиотеки имени М. Горького. На здании есть мемориальная доска, посвящённая М. Е. Салтыкову-Щедрину, во дворе в 2008 г. установлен бюст писателя.

### От реки Лыбедь до улицы Соборной

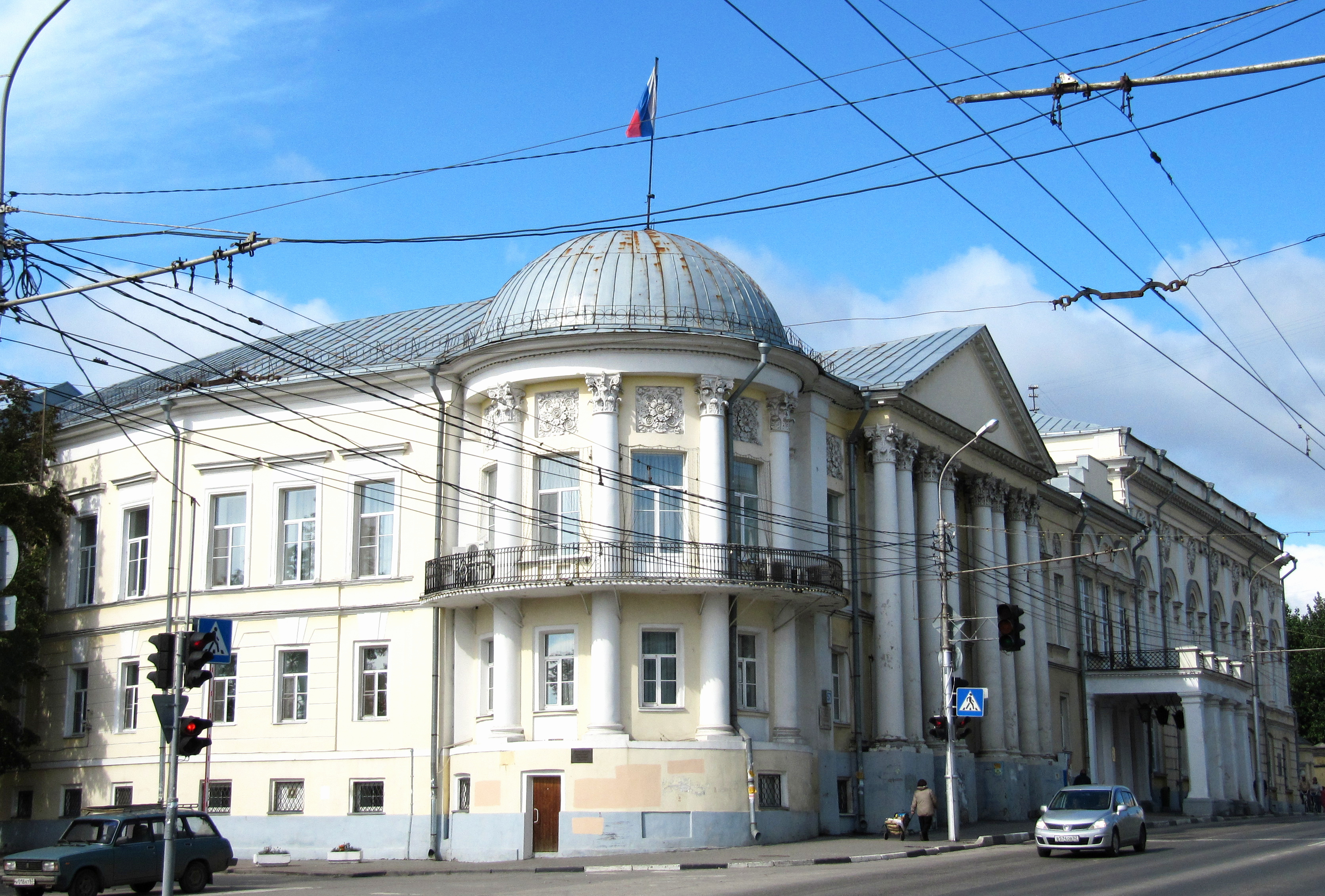
Дом № 57. Бывшее Дворянское собрание, в настоящее время областная дума

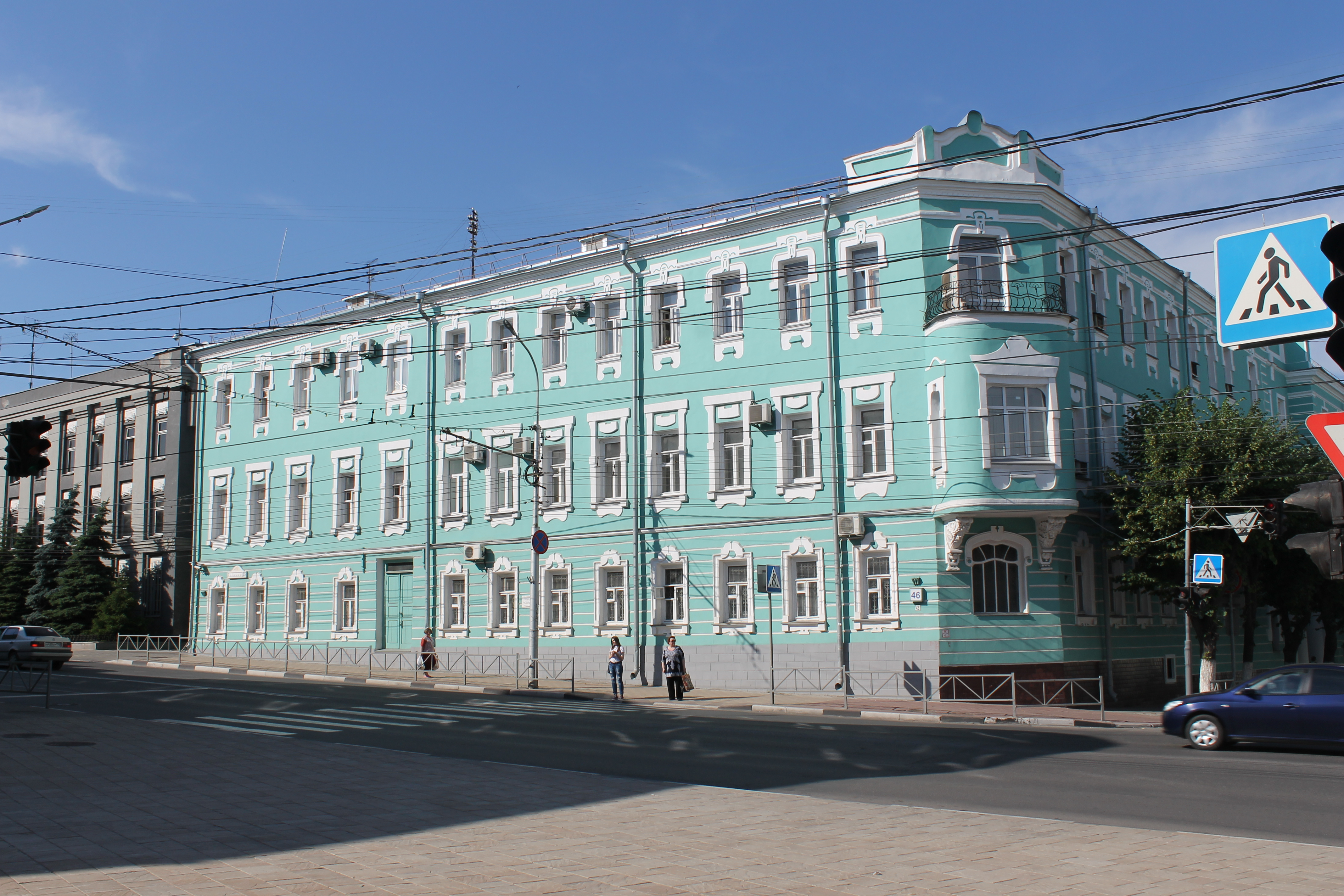
Дом № 46. Бывшая гостиница Штейертов. С советского периода по настоящее время принадлежит различным органам госбезопасности

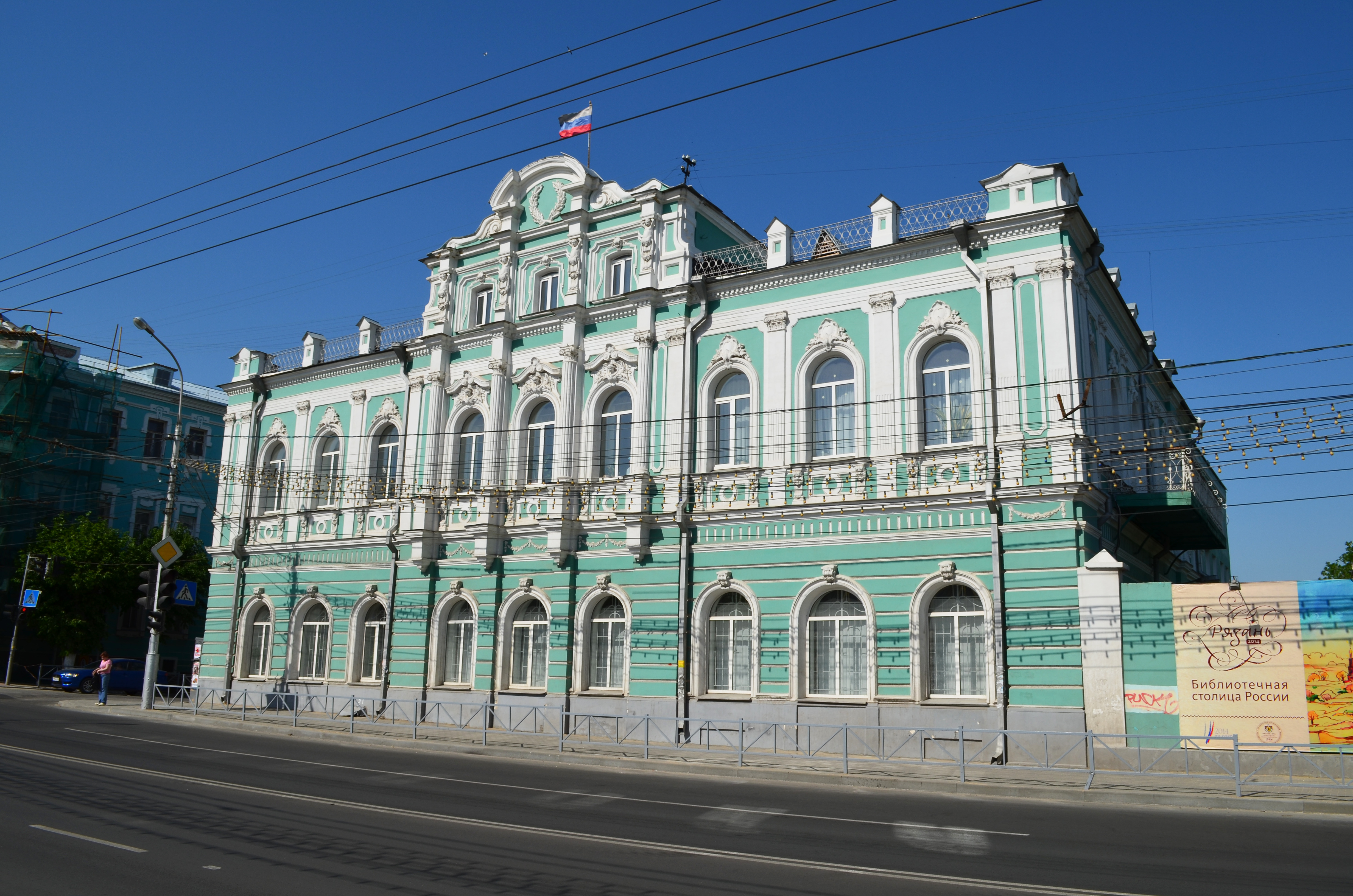
Дом № 44. Бывший дом купца Н. И. Игнатьева, ныне Арбитражный Суд Рязанской области

Ранее река Лыбедь находилась на поверхности, и через неё был перекинут мост, сперва деревянный, затем каменный. С 1960-х годов река течёт в подземных коллекторах. Поверхность превращена в широкий Лыбедский бульвар.
На Почтовой площади при губернаторе Г. И. Шпаке поставлен конный памятник Евпатию Коловрату. Во времена НЭПа здесь находился дом, в котором располагался магазин ТОРГСИН, затем гастроном.
Нечётная сторона:
- Дом № 57 (№ 50 по Почтовой улице) — бывшее здание Дворянского собрания Рязанской губернии. Строительство начато в начале XIX века, в 1852 году дом был реконструирован рязанским архитектором Н. И. Воронихиным. После революции здание использовалось военно-революционным комитетом. В советское время здесь располагался кинотеатр «Октябрь», Дом офицеров и Дворец бракосочетаний. Сейчас здание принадлежит Рязанской областной думе. Фасад украшен гербами городов, входивших в Рязанскую губернию (часть из них сейчас находятся в других областях).
- Дом № 59 — дом купца Ларионова. В настоящее время здесь находится центральный офис управления по вопросам миграции МВД РФ по Рязанской области.
- Дом № 63 (№ 11 по Соборной улице) — бывшая гостиница Ланиных. Здесь с 1946 по 1994 располагался радиоклуб Осоавиахима. Сейчас в здании находятся офисы судебных организаций.

Чётная сторона:
- Дом № 44 — дом купца Н. И. Игнатьева, построенный в 1867—1868 годах по проекту архитектора С. А. Щёткина. В 1884 году дом был выкуплен Государственным банком, который использовал здание более 100 лет. Сейчас здесь находится Арбитражный Суд Рязанской области.
- Дом № 46 — трехэтажное гостиничное здание, построенное в 1890-х годах. Принадлежала семье Штейертов, обрусевших немцев. В 1917 году здесь расположился губисполком, затем органы ВЧК. По настоящее время здание принадлежит Управлению Федеральной службы войск национальной гвардии России по Рязанской области.
- Дом № 52 — современное здание, в котором расположена областная библиотека имени Максима Горького. Перед зданием находится стела с барельефом писателя.
- Дом № 56 (№ 9 по Соборной улице) — одноэтажное здание, в котором с 1877 по 1917 году располагалось православное братство Василия Рязанского, активно занимавшееся издательской деятельностью. В настоящее время здесь находится аптека № 3.

## Транспорт
Четырёхполосная улица Ленина до настоящего время является одной из основных транспортных магистралей города.
| Маршруты общественного транспорта на площади Ленина (январь 2023 г.) | Маршруты общественного транспорта на площади Ленина (январь 2023 г.) | Маршруты общественного транспорта на площади Ленина (январь 2023 г.) | Маршруты общественного транспорта на площади Ленина (январь 2023 г.) |
| Остановка Общественного Транспорта                                   | Троллейбусы                                                          | Автобусы                                                             | Примечание                                                           |
| -------------------------------------------------------------------- | -------------------------------------------------------------------- | -------------------------------------------------------------------- | -------------------------------------------------------------------- |
| Библиотека им. Горького                                              | 3, 5, 10                                                             | 7, 11, 13, 17, 23                                                    |                                                                      |
| Цирк                                                                 | 3, 5, 10                                                             | 7, 11, 13, 17, 23                                                    |                                                                      |
| Политехнический институт                                             | 5                                                                    | 7, 11, 13, 17, 23                                                    | До 2018 года ООТ именовалась «Кинотеатр Родина»                      |
| Памятник Павлову                                                     | 5                                                                    | 7, 11, 13, 17                                                        |                                                                      |
| ТЦ Атрон-Сити                                                        | 5                                                                    | 7, 11, 13, 17                                                        | До 2006 года ООТ именовалась «Дом Быта»                              |

## Примыкающие улицы
К улице Ленина примыкают: Соборная ул., Семинарская ул., Почтовая ул., Николодворянская ул., Право-Лыбедская ул., ул. Свободы, Бульварный пер., Газетный пер., Вознесенская ул., Театральная пл.